# Hippia salandera
Hippia salandera är en fjärilsart som beskrevs av William Schaus 1906. Hippia salandera ingår i släktet Hippia och familjen tandspinnare. Inga underarter finns listade i Catalogue of Life.